# Cintegabelle
 Cintegabelle  (trong tiếng Occitan:  Senta Gabèla ) là một xã thuộc tỉnh Haute-Garonne trong vùng Occitanie tây nam nước Pháp. Xã nằm ở khu vực có độ cao trung bình 247 mét trên mực nước biển.

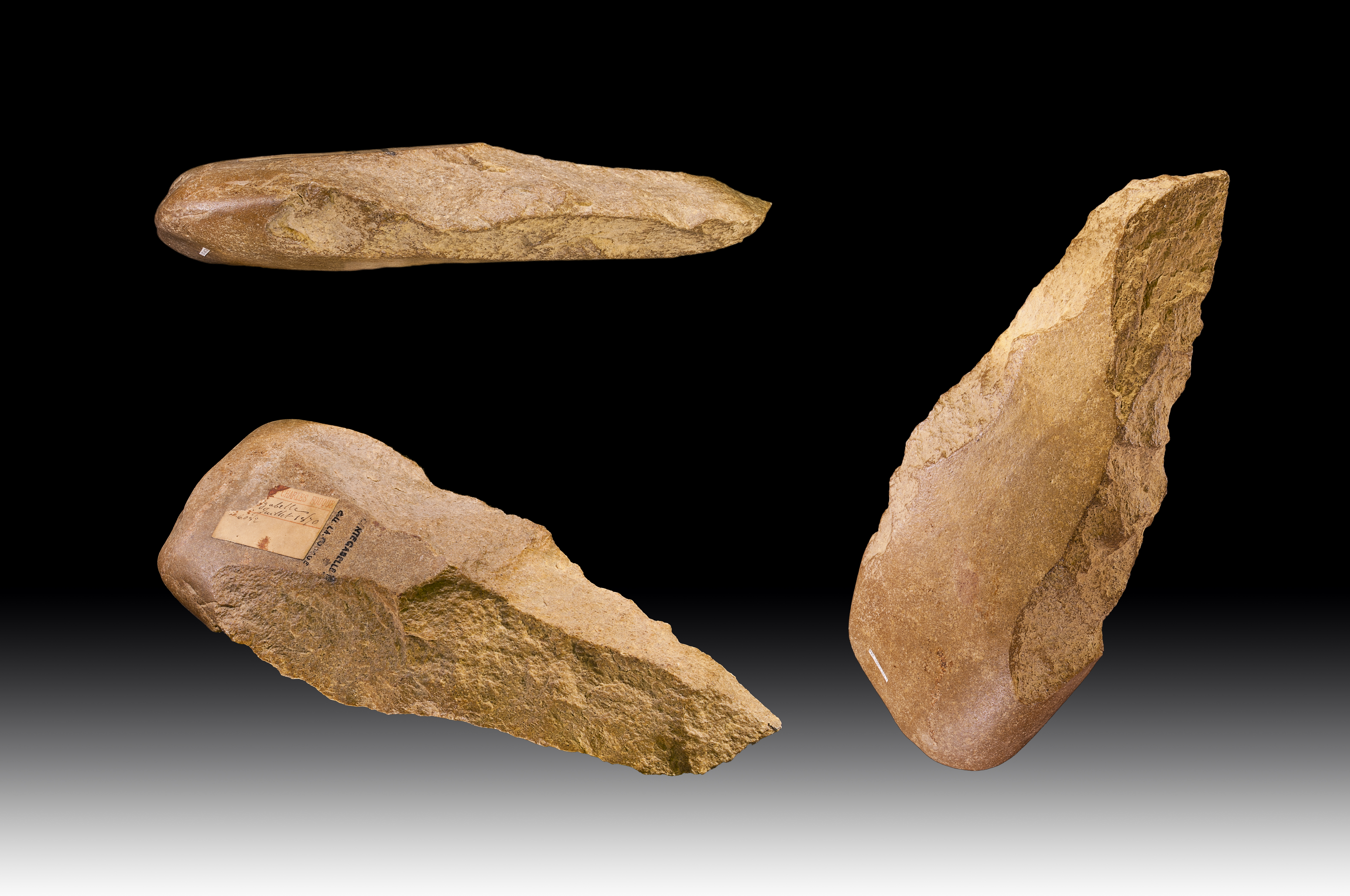
Biface
Cintegabelle - Muséum de Toulouse

Dân số năm 1999 là 2341 người.